# 村山裕三
村山 裕三（むらやま ゆうぞう、1953年 - ）は、日本の経済学者。同志社大学大学院ビジネス研究科教授。専門は経済安全保障論、技術政策論。

## 略歴
京都府生まれ。1975年同志社大学経済学部卒。1982年ワシントン大学よりPh.D（経済学）の学位を取得。野村総合研究所、関西外国語大学英米語学科専任講師、助教授、大阪外国語大学地域文化学科助教授、教授などを経て、同志社大学大学院ビジネス研究科教授。同志社大学副学長。

## 著作

### 単著
- 『アメリカに生きた日本人移民――日系一世の光と影』（東洋経済新報社, 1989年）
- 『アメリカの経済安全保障戦略――軍事偏重からの転換と日米摩擦』（PHP研究所, 1996年)
- 『テクノシステム転換の戦略――産官学連携への道筋』（日本放送出版協会［NHKブックス］, 2000年）
- 『経済安全保障を考える――海洋国家日本の選択』（日本放送出版協会［NHKブックス］, 2003年）
- 『京都型ビジネス――独創と継続の経営術』（日本放送出版協会［NHKブックス］, 2008年）

### 編著
- 『アメリカ・交通・経済史――榊原胖夫先生古稀記念論文集』（渓水社, 1999年）

### 共編著
- （地主敏樹）『アメリカ経済論』（ミネルヴァ書房、2004年）